# Eddie Shore Award
Eddie Shore Award – nagroda przyznawna każdego sezonu w lidze American Hockey League najlepszemu obrońcy sezonu. Laureat nagrody jest wybierany przez media i zawodników AHL. Nagroda została nazwana od Eddiego Shora.

## Lista nagrodzonych
- 2015-2016 - T. J. Brennan, Toronto Marlies
- 2014-2015 - Chris Wideman, Binghamton Senators
- 2013-2014 - T. J. Brennan, Toronto Marlies
- 2012–2013 - Justin Schultz, Oklahoma City Barons
- 2011–2012 - Mark Barberio, Norfolk Admirals
- 2010–2011 - Marc-André Gragnani, Portland Pirates
- 2009–2010 - Danny Groulx, Worcester Sharks
- 2008–2009 - Johnny Boychuk, Providence Bruins
- 2007-2008 - Andrew Hutchinson, Hartford Wolf Pack
- 2006-2007 - Sheldon Brookbank, Milwaukee Admirals
- 2005–2006 - Andy Delmore, Springfield Falcons
- 2004–2005 - Niklas Kronwall, Grand Rapids Griffins
- 2003–2004 - Curtis Murphy, Milwaukee Admirals
- 2002–2003 - Curtis Murphy, Houston Aeros
- 2001–2002 - John Slaney, Philadelphia Phantoms
- 2000–2001 - John Slaney, Wilkes-Barre/Scranton Penguins / Philadelphia Phantoms
- 1999–2000 - Brad Tiley, Springfield Falcons
- 1998–1999 - Ken Sutton, Albany River Rats
- 1997–1998 - Jamie Heward, Philadelphia Phantoms
- 1996–1997 - Darren Rumble, Philadelphia Phantoms
- 1995–1996 - Barry Richter, Binghamton Rangers
- 1994–1995 - Jeff Serowik, Providence Bruins
- 1993–1994 - Chris Snell, St. John’s Maple Leafs
- 1992–1993 - Bobby Dollas, Adirondack Red Wings
- 1991–1992 - Greg Hawgood, Cape Breton Oilers
- 1990–1991 - Norm Maciver, Cape Breton Oilers
- 1989–1990 - Eric Weinrich, Utica Devils
- 1988–1989 - Dave Fenyves, Hershey Bears
- 1987–1988 - Dave Fenyves, Hershey Bears
- 1986–1987 - Brad Shaw, Binghamton Whalers
- 1985–1986 - Jim Wiemer, New Haven Nighthawks
- 1984–1985 - Richie Dunn, Binghamton Whalers
- 1983–1984 - Garry Lariviere, St. Catharines Saints
- 1982–1983 - Greg Tebbutt, Baltimore Skipjacks
- 1981–1982 - Dave Farrish, New Brunswick Hawks
- 1980–1981 - Craig Levie, Nova Scotia Voyageurs
- 1979–1980 - Rick Vasko, Adirondack Red Wings
- 1978–1979 - Terry Murray, Maine Mariners
- 1977–1978 - Terry Murray, Maine Mariners
- 1976–1977 - Brian Engblom, Nova Scotia Voyageurs
- 1975–1976 - Noel Price, Nova Scotia Voyageurs
- 1974–1975 - Joe Zanussi, Providence Reds
- 1973–1974 - Gordie Smith, Springfield Kings
- 1972–1973 - Ray McKay, Cincinnati Swords
- 1971–1972 - Noel Price, Springfield Kings / Nova Scotia Voyageurs
- 1970–1971 - Marshall Johnston, Cleveland Barons
- 1969–1970 - Noel Price, Springfield Kings
- 1968–1969 - Bob Blackburn, Buffalo Bisons
- 1967–1968 - Bill Needham, Cleveland Barons
- 1966–1967 - Bob McCord, Pittsburgh Hornets
- 1965–1966 - Jim Morrison, Quebec Aces
- 1964–1965 - Al Arbour, Rochester Americans
- 1963–1964 - Ted Harris, Cleveland Barons
- 1962–1963 - Marc Reaume, Hershey Bears
- 1961–1962 - Kent Douglas, Springfield Indians
- 1960–1961 - Bob McCord, Springfield Indians
- 1959–1960 - Larry Hillman, Providence Reds
- 1958–1959 - Steve Kraftcheck, Rochester Americans